# 布魯斯·施羅德
布鲁斯·爱德华·施罗德（Bruce Edward Schroeder，约1946年—）是一名美国律师和威斯康星州基诺沙县巡回法院法官。他是威斯康星州任职时间最长的州法院法官（1983年上任）。此外他曾任基諾沙縣的地方檢察官（1972-1977）。施罗德也是德裔美国人协会的成员。

## 重要事紀
2021年，他擔任凯尔·里滕豪斯槍擊案的主審法官，期間布鲁斯·施罗德於11月11日当庭表示“不要亚洲食物”，因而被外界质疑歧视亚裔。11月19日，里滕豪斯被判無罪，陪審團裁定他受到的五項指控罪名皆不成立。里滕豪斯當庭獲釋。